# Convention inter-américaine pour la prévention et la répression de la torture
La Convention interaméricaine pour la prévention et la répression de la torture (en espagnol : Convención Interamericana para Prevenir y Sancionar la Tortura ; CIPST) est un instrument international des droits de l'homme, créé en 1985 au sein de l'Organisation des États américains (OEA) et destiné à prévenir la torture et d'autres activités similaires sur le territoire des États l'ayant ratifié. 
La Convention interaméricaine est entrée en vigueur le 28 février 1987 et, en 2013, 18 nations en font partie, deux autres ayant signé mais pas encore ratifié.
La Convention interaméricaine définit la torture de manière plus large que la Convention contre la torture et autres peines ou traitements cruels, inhumains ou dégradants de l'ONU, y compris « l'utilisation sur une personne de méthodes destinées à anéantir la personnalité de la victime ou à diminuer ses capacités physiques ou mentales, même si elles ne causent pas de douleur physique ou d'angoisse mentale ».
La Convention fait partie d'une série d'accords de l'OEA qui visent à protéger les droits de l'homme, dans le cadre de la Convention américaine relative aux droits de l'homme, qui interdit la torture de manière moins détaillée.
La Convention exige également des États qu'ils prennent des mesures efficaces pour prévenir la torture à l'intérieur de leurs frontières, et crée une capacité d'extradition des personnes accusées de torture.

## États signataires
Avant que les 24 articles de la Convention interaméricaine pour la prévention et la répression de la torture ne soient énumérés, les États américains signataires doivent déclarer qu'ils sont conscients de l'objectif de la convention, affirmer que la convention est réellement nécessaire et convenir que la torture ou les traitements cruels et inhumains de toute sorte sont intrinsèquement mauvais et constituent un acte contre les droits de l'homme.
Cela sert de tremplin pour le reste de la convention, prouvant que tous les États signataires sont d'accord sur l'objectif principal de la convention.
La Commission a également déclaré à de multiples reprises qu'il est du devoir d'un État signataire d'empêcher la détention au secret, et de s'efforcer d'être conscient et de savoir ce qui arrive à ses prisonniers et aux personnes privées de leurs libertés afin de s'assurer qu'ils ne sont pas torturés.
Ne pas le faire serait une infraction à l'article cinq de la Convention contre la torture, qui garantit qu'un État crée les conditions permettant d'éviter qu'un individu ne subisse la torture et punit ceux qui sont à l'origine ou à l'instigation de telles activités.

## Protocole facultatif
Le 18 décembre 2002, le Protocole facultatif à la Convention contre la torture et autres peines ou traitements cruels, inhumains ou dégradants a été adopté et parrainé par les Nations unies. Un protocole facultatif ajoute ou développe le traité auquel il est associé.
Contrairement à la Convention interaméricaine pour la prévention et la répression de la torture, ce protocole prévoit que les lieux où les personnes sont privées de leurs libertés soient visités par d'autres organismes internationaux et nationaux indépendants. Cela permettrait en fin de compte aux pays qui violent la Convention de travailler à un consensus sur cette question.

## Convention américaine des droits de l'homme de 1969
La principale convention de l'Organisation des États américains (OEA), la Convention américaine relative aux droits de l'homme, comporte une petite section dans ses chapitres qui ne fait qu'effleurer la question de la torture.
La Convention américaine relative aux droits de l'homme a été adoptée lors de la Conférence spécialisée interaméricaine sur les droits de l'homme au Costa Rica le 22 novembre 1969.
Dans l'article cinq de son deuxième chapitre sur les droits civils et politiques, la convention stipule que personne ne sera torturé et que les personnes privées de liberté, comme celles qui sont emprisonnées, ne seront pas non plus soumises à de tels traitements.

### Comparaison de la Convention des Nations Unies pour la prévention de la torture
Comme la Convention interaméricaine pour la prévention de la torture, la Convention des Nations unies souligne que son objectif n'est pas d'interdire la torture partout, mais de s'assurer que les pays membres des Nations unies respectent les articles convenus lors de la convention.
L'objectif principal de la Convention est de renforcer l'opposition et l'interdiction de la torture à l'échelle mondiale grâce au soutien des pays et des États alliés.